# Sequenza II
Sequenza II pour harpe  est une composition pour harpe de Luciano Berio. Composée en 1963 et créée par son dédicataire le harpiste Francis Pierre, l'œuvre constitue une refonte totale de la conception musicale et instrumentale de la harpe telle qu'elle était définie notamment par l'impressionnisme du début du XXe siècle. Cette approche s'appuie sur le travail de Carlos Salzedo. Bério enrichit la notation classique avec une nouvelle symbolique de représentation sonore.

## Analyse de l'œuvre
À partir de procédés comme l'étouffement de la résonance, le changement rapide et continu des pédales, les attaques avec le plat de la main, le pincement des cordes avec les ongles, l'acte de frapper la caisse de la harpe, le compositeur décrit suit une trajectoire qui va de l'écriture monodique vers une écriture harmonique dans un processus de dramatisation constant.